# Heliconius claudia
Heliconius claudia är en fjärilsart som beskrevs av Frederick DuCane Godman och Osbert Salvin 1881. Heliconius claudia ingår i släktet Heliconius och familjen praktfjärilar. Inga underarter finns listade i Catalogue of Life.